# The Aftermath (film)
The Aftermath (sau Zombie Aftermath) este un film de groază SF american din 1982 regizat de Steve Barkett.

## Prezentare
Trei astronauți se întorc pe Pământ după un holocaust nuclear, deși unul moare la aterizare din cauza unui accident. Cei doi supraviețuitori, Newman (Steve Barkett) și Matthews, se întâlnesc cu niște mutanți înainte de a descoperi că orașul Los Angeles a fost complet distrus.
Căutând adăpost, bărbații se refugiază într-un conac abandonat. Newman întâlnește mai târziu un băiat, Chris, ascuns într-un muzeu cu curatorul (Forrest J Ackerman). După ce curatorul moare, Newman îl ia pe Chris în grija sa. În timp ce  caută provizii într-o zi, Newman și Chris se întâlnesc cu Sarah, care fuge de o bandă de bicicliști nelegiuiți condusă de Cutter (Sid Haig). Acești supraviețuitori decid să lupte împotriva acestei bande în pustietatea post-apocaliptică. 

## Distribuție
- Steve Barkett as Newman
- Lynne Margulies as Sarah
- Sid Haig as Cutter
- Christopher Barkett as Chris
- Alfie Martin as Getman
- Forrest J Ackerman as Museum curator
- Jim Danforth as Astronaut Williams
- Linda Stiegler as Helen
- Adrian Torino as Bruce Will
- Levi Shanstan as Arnold Swatch / The Mummy
- Ramon Sumabal as Brad Pet
- Michael Eugene Romero as Silver-ster the Gold
- Jerone Meehleib as The lover Boy Irbo